# Smrt in pogreb Vladimirja Lenina
21. januarja 1924 je ob 18.50 uri, v Gorkih, v starosti 53 let, po padcu v komo umrl Vladimir Iljič Lenin, vodja oktobrske revolucije ter prvi vodja in ustanovitelj Sovjetske zveze. Uradni vzrok smrti je bil zabeležen kot neozdravljiva bolezen krvnih žil. Lenin je bil pokopan na državnem pogrebu, nato pa je bil 27. januarja pokopan v posebej postavljenem mavzoleju. Za organizacijo pogreba je bila zadolžena komisija Centralnega komiteja SV. 

## Bolezen in smrt
Leninovo zdravje se je vse bolj začelo slabšati leta 1922. Marca 1922 se je Lenin tudi zadnjič udeležil kongresa ruske partije. Maja 1922 ga je prvič zadela kap in ga s tem izključila iz političnega življenja. 20. novembra 1922 je imel zadnji javni govor pred člani moskovskega sovjeta, 16. decembra pa ga je kap zadela še drugič. V marcu 1923 je utrpel tretjo kap, kar ga je tudi spodbudilo, da je končal svojo politično kariero, saj po njej ni bil več sposoben govoriti in se sam premikati, a je kljub vsemu ostal uradni vodja komunistične partije vse do smrti. 21. januarja 1924 ob 18:50 je 53-letni Vladimir Lenin po padcu v komo umrl. Točen vzrok Leninove smrti ni znan, sumili so možgansko arteriosklerozo ali sifilis. Pred smrtjo je Lenin izdal številne vladne dokumente, med njimi je bil Leninov testament (predlog sprememb v strukturi Sovjetov), dokument, delno ga je navdihnila ti. gruzijska afera leta 1922, v katerem je negativno presodil vse potencialne naslednike. V tem dokumentu je kritiziral številne komuniste visokega čina, vključno s Stalinom, Zinovjevim, Kamenjevom, Buharinom in Trockim. Takratnemu generalnemu sekretarju Josifu Stalinu je Lenin očital brutalnost in brezkompromisnost pri doseganju svojih ciljev, kajti imel ga je za nepredvidljivega. Predlagal je da »Tovariši najdejo način, da ga odstranijo iz delovnega mesta.«[navedi vir] kajti je bil po njegovem mnenju »nevzdržen generalni sekretar«.

## Pogreb
23. januarja so krsto z Leninovim truplom z vlakom pripeljali iz Gorkov v Moskvo in jo razstavili v Kolumnski dvorani v Hiši sindikatov, kjer je ostala tri dni. 27. januarja je bilo Leninovo truplo v spremstvu vojaške glasbe dostavljeno na Rdeči trg. Tam so zbrane množice poslušale vrsto govorov, ki so jih imeli Mihail Kalinin, Grigorij Zinovjev in Josif Stalin, predvsem pa ne Leon Trocki, ki je na Kavkaju okreval. Trocki je kasneje trdil, da mu je Stalin dal napačen datum pogreba. Nato je bilo truplo postavljeno v trezor začasnega lesenega mavzoleja (kmalu ga je nadomestil današnji Leninov mavzolej) ob kremeljskem zidu. Kljub zelo mrzlemu vremenu se je pogreba udeležilo več tisoč ljudi.
Proti protestiranjem Nadežde Krupskaje, Leninove žene, je bilo Leninovo truplo balzamirano, da bi ga ohranili za dolgoročno javno razstavo v mavzoleju Rdečega trga. Poveljnik moskovskega garniziona je izdal ukaz, da se postavi častna straža v mavzoleju, pri čemer je bila pogovorno imenovana Straža številka ena. Med balzamiranjem so Leninu prerezali glavo in mu odstranili možgane - leta 1925 je bil ustanovljen inštitut za njegovo seciranje, ki je razkril, da je Lenin zbolel za hudo sklerozo.

## Objave o pokopu
Po razpadu Sovjetske Zveze leta 1993 je bila častna straža razpuščena. Leta 2018 je ruski poslanec Vladimir Petrov predlagal, da bi Leninovo truplo znova pokopali leta 2024, na 100. obletnico njegove smrti, ker je država porabila preveč denarja, da bi truplo postavila v mavzolej in predlagal, da ga nadomestijo z voščenim ali gumijastim modelom.